# 龙华集中营
龙华集中营是第二次世界大战太平洋战争期间，日本在上海建立的集中营，主要用来关押上海公共租界的欧美侨民，共计1756人。

## 历史背景
1937年的淞沪会战中，日军占领了上海除租界以外的区域，上海进入时长为4年的孤岛时期。1941年12月，日本偷袭珍珠港一天后，租界地区也被侵占，盟国公民原本的特权被废除，并被要求佩戴表明其国籍的手环。自1942年底开始，日军将盟国公民关押于一系列盟国侨民集中营中。其中，龙华集中营是最大，最著名的一个。

## 营地概况
龙华集中营位于上海市上海中学校园（今百色路989号）内。1937年上海沦陷时，该建筑群曾遭到严重破坏。后曾被用作驻扎一个侵华日军骑兵团。自1943年3月起，欧美侨民开始被关押于此。曾被关押于此的有近2000人，其中绝大多数为英国人，还有39名比利时人、37名美国人、32名澳大利亚人、24名加拿大人、17名荷兰人、11名新西兰人、7名南非人、3名俄罗斯人和1名挪威人。
营地大小共约42亩，以大礼堂为营地的中心，以北有三栋木质的单层建筑，分别被命名为A、B、C楼。大礼堂以南的F楼是日军驻军的管理中心。大礼堂以东的三层建筑D楼被用作关押侨民家庭。D楼以南，F楼以西，还有三层建筑E楼。在D楼与大礼堂之间，有一片足球场。被关押的侨民在此开展足球活动。
大礼堂以西是在淞沪会战中损毁的两栋旧楼废墟，更西则是两层高的G楼。G楼以北是几座小型房屋，这些房屋主要被用作日军指挥官的住所。而在小型房屋以北，整片营地的西北角，修有一栋单层的医院，主要用于治疗疟疾患者。怀孕的妇女则被送往另一座主要关押妇女儿童的集中营。
在A楼以北有两间食堂与两间厨房。而在整座集中营的东北角则有H、I、J楼（亦有资料记为H、J、K楼），和一座浴室。其中，H楼主要被用于关押单身侨民。
在盟国胜利后，此处曾被用于关押日本战俘。
如今，营地位于上海植物园西南方向，被用作上海中学的校园。其中大礼堂、F楼（现龙门楼）、E楼（现先棉堂）、D楼（现工程楼）现作为学校教学楼使用，A、B、C、G楼均已在学校翻修中拆除，而两栋旧楼废墟亦已在原址重建。部分食堂与厨房建筑亦被保留作学校教学楼。H、I、J楼所在区域与校区被道路分割，现不作为校园使用。

## 生活条件
龙华集中营居住密度高，生活比较拥挤。但在当时上海的侨民集中营中，这已是最为适合家庭居住的一处。自1943年3月下旬起，有三百多名儿童被关押于此。为维持最低限度的生活质量，侨民们不得不进行重体力劳动以修建菜园与农场。此外，侨民们每月可以接收一次来自瑞士红十字会的物资援助。后来，侨民们还修建了足球场等。
集中营存在着一些相当严重的公共卫生问题。饮用水高度匮乏，实行严格配给制供应，而在战争后期，亦出现了广泛的食物短缺现象，这导致在被盟军解放时大量侨民事实上已经患上了严重的肠胃疾病。
由于营地周边当时为沼泽地区，营地内曾出现疟疾的流行。然而，由于奎宁的缺乏，不少被关押者并没有得到及时的救治。据估计，自1943年至1945年，有约40人死于集中营中。
龙华集中营是上海所有集中营中越狱次数最多的。其中可以考证的共有八次越狱，其中大多数都成功了。逃亡者设法到达了“自由中国”（中国未被日军占领的地区）。
由于被关押的有当时在上海的众多欧美教师、学者，侨民自发组织了龙华学校，对被关押的儿童进行教育。龙华学校事实上是日占上海市内教育水平最高的学校之一。

## 艺术作品
英国小说家J.G.巴拉德在年轻时曾经被关押于此。根据这段经历，他创作了小说《太阳帝国》，这部小说后被斯皮尔贝格改编为同名电影。然而，由于其中描述的集中营经历虚构成分较高，招致了其他曾被关押者的批评。